# 김뜻돌
김뜻돌(본명: 김지민, 1996년 6월 15일 ~ )은 대한민국의 인디 록 싱어송라이터이다.

## 경력
김뜻돌은 1996년 경기도 광주시에서 출생했으며, 15살 시절 부터 아버지가 사준 기타로 음악을 시작했다. 이후 서울로 이주하여 사회과학을 전공했다.
2017년 7월 21일 첫번째 싱글 꿈속의 카메라를 발매했으며, 2020년 첫 정규 음반 꿈에서 걸려온 전화를 발매했다. 이후 한국대중음악상에서 2021년 올해의 신인상을 수상했다.
2021년 EP Cobalt를 발매했으며, 이후 펜타포트 락 페스티벌, DMZ 피스트레인 뮤직 페스티벌 등 한국의 주요 록 페스티벌에서 공연했다.

## 음반 목록

### 정규 음반
- 꿈에서 걸려온 전화 (2020)
- 천사 인터뷰 (2024)

### EP
- Cobalt (2021)

## 출연 작품

### 영화
- 한국이 싫어서 (2024) - 미나 역